# Димитриади, Мария
Мария Димитриади (греч. Μαρία Δημητριάδη; 1951 — 6 января 2009) — греческая певица. Она была одной из самых известных исполнителей песен Микиса Теодоракиса и Таноса Микруцикоса. Димитриади известна политическими левыми песнями в период диктатуры «чёрных полковников» и Метаполитефси, но она также экспериментировала с другими стилями и жанрами.

## Биография
Мария Димитриади родилась в 1951 году в афинском муниципалитете Таврос. Она была старшей сестрой известной греческой певицы Афродиты Ману.
На её карьеру оказали влияние ряд известных греческих композитов, в частности Ставрос Ксархакос, с которым она записала свой дебютный сингл «Ένα πρωινό», Микис Теодоракис, Танос Микруцикос, Костас Григореас, и позднее Яннис Маркопулос и Манос Хадзидакис.
В начале 1970-х годов, в период военной диктатуры в Греции, она жила в Европе и гастролировала с Теодоракисом в течение четырёх лет. Она продолжала работать с ним до начала 1990-х годов. В 1974 году Димитриади вернулся в Грецию, и в последующие годы она работала почти исключительно с Микруцикосом. В эти годы она стала членом революционного коммунистического движения Греции и была избрана в состав муниципального совета Тавроса, пригорода в юго-западной части Афин.
В 1980 году она подписала контракт с CBS Records и начала сольную карьеру. С 1991 по 1993 год Димитриади жила и работала в бывшей Югославии и решительно выступала против наложенных на эту страну международных санкций.
В последние годы она отошла от активной музыкальной деятельности и стала сторонницей Коммунистической партии Греции.
6 января 2009 года Мария Димитриади умерла в больнице «Эвангелизмос» в Афинах от редкой болезни лёгких.

## Семья
Мария Димитриади была замужем за телеведущим Андреасом Микруцикосом. У них родился сын Стергиос.